# اليوم العالمي للعدالة الاجتماعية
اليوم العالمي للعدالة الاجتماعية (يوم المساواة والعدالة الاجتماعية) هو يوم دولي يحتفي بالحاجة إلى تعزيز العدالة الاجتماعية، والتي تشمل الجهود المبذولة لمعالجة قضايا مثل الفقر والاستبعاد والمساواة بين الجنسين والبطالة وحقوق الإنسان والحماية الاجتماعية.

العديد من المنظمات، بما في ذلك الأمم المتحدة، ورابطة المكتبات الأمريكية (ALA)، ومنظمة العمل الدولية، تتخذ موقفا حول أهمية العدالة الاجتماعية للناس، وتقدم العديد من المنظمات أيضًا خططًا لتحقيق قدر أكبر من العدالة الاجتماعية من خلال معالجة الفقر والاستبعاد الاجتماعي والاقتصادي والبطالة.

## خلفية تاريخية
اعتمدت منظمة العمل الدولية بالإجماع إعلان منظمة العمل الدولية بشأن العدالة الاجتماعية من أجل عولمة عادلة في 10 حزيران/ يونيو 2008. وهذا هو بيان المبادئ والسياسات الرئيسي الثالث الذي اعتمده مؤتمر العمل الدولي منذ صدور دستور منظمة العمل الدولية لعام 1919، ويبنى هذا البيان على إعلان فيلادلفيا لعام 1944 والإعلان المتعلق بالمبادئ والحقوق الأساسية في العمل لعام 1998. ويعرب إعلان 2008 عن رؤية معاصرة لولاية منظمة العمل الدولية في حقبة العولمة.
في 26 تشرين الثاني/نوفمبر 2007، أعلنت الجمعية العامة أنه اعتبارا من الدورة الثالثة والستين للجمعية العامة، تقرر إعلان الاحتفال سنويا بيوم 20 شباط/فبراير بوصفه اليوم العالمي للعدالة الاجتماعية، اعتبارا من الدورة الثالثة والستين للجمعية العامة.

## تدريس يوم العدالة الاجتماعية
تشمل الموضوعات المثالية لتعليم الطلاب حول الحاجة إلى العدالة الاجتماعية (على سبيل المثال لا الحصر) فقر الطفولة والمواطنة العالمية وحقوق الإنسان والتنمية المستدامة. تتوفر سلسلة من الدروس حسب البلد من الأمم المتحدة وبرامج أخرى.

## روابط خارجية
- موقع الأمم المتحدة مخصص لليوم العالمي للعدالة الاجتماعية
- موقع ALA مخصص للمساواة والتنوع والدعوة والتشريع والقضايا